# 7104 Manyousyu
7104 Manyousyu eller 1977 DU är en asteroid i huvudbältet som upptäcktes den 18 februari 1977 av de båda japanska astronomerna Hiroki Kōsai och Kiichirō Furukawa vid Kiso-observatoriet i Japan. Den är uppkallad efter den japanska poesi samlingen Manyousyu.
Asteroiden har en diameter på ungefär 6 kilometer.